# Кесар Сърдилиев
Кесар Раев Сърдилиев е български революционер, деец на Вътрешната македоно-одринска революционна организация.

## Биография
Киров е роден в 1880 година в Балчик. Влиза във ВМОРО и през юни 1903 година се присъединява към четата на Димитър Влаха, действаща в Костурския революционен район. Участва в Илинденско-Преображенското въстание през лятото на същата година. Заповедта за обявяване на въстанието заварва отряда на Васил Чекаларов в местността Дреновски усой на 20 юли 1903 година и четата се разделя на две – едната под войводството на Димитър Влаха, а другата на Иван Попов. Четата на Влаха напада гарнизона на село Кономлади, като войската избягва. След това с кратко сражение прогонва войската и от Вишени. Продължава пътя си през Българска Блаца на 22 юли. Оттам в Прекопана и през Османска Върбица при село Суровичево дава сражение на 24 юли. Тук се среща с Чекаларов, откъдето потеглят за Клисура и след голямо сражение превземат града. Участва и в превземането на Невеска, малко преди края на въстанието.
След въстанието, през ноември се връща в Свободна България. Продължава да работи като легален деец на ВМОРО, както сам казва „за освобождението на българите в Македония“. От 1932 година до 1938 година е секретар на дружество „Илинден“ във Варна. В 1941 година се връща във върнатия на България Балчик.
На 29 април 1943 година, като жител на Балчик, подава молба за българска народна пенсия, която е одобрена и пенсията е отпусната от Министерския съвет на Царство България.